# Quartiers nord (groupe)
 (juin 2023).
Quartiers Nord est un groupe de rock originaire des Quartiers nord de Marseille créé en 1977 à partir du noyau composé de Robert Rossi au chant et Alain Chiarazzo à la guitare. Se réclamant de Zappa autant que de René Sarvil, ils ont inventé le concept d'opérette rock marseillaise.
En 2023, ils ont enregistré leur 19e album "O Solex Mio".

## Historique
Né à Marseille en 1977 autour de Robert Rock Rossi et d'Alain Loise Chiarazzo, Quartiers Nord est un groupe de rock marseillais qui a réactivé le concept de chanson marseillaise, après ce que certains historiens spécialisés ont appelé le « trou noir » de l’après-guerre.
Issus d’une bande de copains de lycée aux activités multiples, ses créateurs ont grandi dans le contexte social des Trente Glorieuses et baigné dans l’atmosphère contestataire de l’après 1968. Leurs principales influences sont les groupes rock anglo-saxons de la fin des années 1960 et début 1970, Frank Zappa, les Monty Python, le cinéma tragi-comique italien et la mouvance éditoriale de Hara-Kiri.
Dès leurs débuts sur scène, en 1978, ils chantent en Marseillais, avec le parler des quartiers populaires de leur ville, organisant eux-mêmes leurs premiers concerts dans les MJC, les amphithéâtres de l’Université d'Aix-Marseille et autres cinémas en voie de reconversion jusqu’à leur passage au Golf-Drouot le 2 juin 1978. Leur public est alors constitué de rockers méridionaux et d’universitaires curieux du phénomène socio-linguistique qu’ils représentent.
En 1980 Quartiers Nord sort son 1er album : une musique musclée, festive et toutefois élaborée, un croisement incongru entre Led Zeppelin, Johnny Winter et Frank Zappa avec l'accent marseillais hautement revendiqué ! Cet album est le premier à allier rock et parler-marseillais, détonnant mélange de hard rock, de rock'n roll, de grosse farce, et du meilleur jazz rock.
Le groupe, du rock et du blues des origines (le blues du plâtrier...), évoluera vers la musique reggae et plus généralement vers un esprit « bal musette » avec diverses influences méditerranéennes, dans une joyeuse mixture plus ou moins afro/orientalo/latino/provençale.
En janvier 2001, Quartiers Nord crée l'opérette rock marseillaise 2001, l’Odyssée de l’Estaque au théâtre Gyptis de Marseille. Elle sera suivie par Les Aventuriers du Chichi Perdu ou La Quête du Gras, La Pastorale Mauresque et Dégun de la Canebière créées respectivement en 2004, 2006 et 2009 au théâtre Toursky.
Les 10 et 11 janvier 2014, le groupe crée la comédie musicale et sociale "Tous au piquet !" au théâtre Toursky (Marseille). 
En dehors de la création de ces spectacles théâtro-musicaux, il continue néanmoins à tourner dans un contexte strictement musical comme en témoigne le spectacle One Again a Fly  tout en agrémentant sa musique de saynètes.
Les 26 et 27 janvier 2018, le groupe fête ses 40 ans d'existence, à nouveau au théâtre Toursky, avec un spectacle exceptionnel sobrement intitulé "Les 40 ans" dont la captation est édité à la fin de la même année. L'album live sort un an après, en 2019, sous le titre "+2Q-2N", désormais nouveau slogan du groupe. 
En 2021, retour aux sources du Hard et du Métal, avec les albums Full Metal Marseille et poursuite des spectacles théâtro-musicaux avec le conte musical Le Conte de ta Mer, créé une fois de plus au théâtre Toursky, les 19 et 20 novembre 2021. 
En 2023, sortie du 19e album : O Solex Mio. 

## Discographie
Le groupe a enregistré 19 albums :

### 1980:Quartiers Nord

#### Musiciens
- Alain "Loise" Chiarazzo : Guitares & vocaux
- Philippe Troïsi : Guitares & vocaux
- Robert "Rock" Rossi : Vocal
- François "Woodfinger" : Guitare basse
- Christian "Penbrique" : Batterie

#### Titres
- 1. On m’appelle le gros
- 2. Curé de peu de rien
- 3. Chagrin de banlieue
- 4. Le Demeuré du R’n’R
- 5. Quartiers Nord
- 6. Partouze à 6 à minuit moins dix
- 7. Passe-moi le papier
- 8. Blondo le travelo (Live/Bonus CD)
- 9. On m’appelle le gros (Live/Bonus CD)

### 1981:Suspect

#### Musiciens
- Alain "Loise" Chiarazzo (Le fracassé de Malpassé) : Guitares & vocaux
- Jean-Luc " Choukroun" Ayoun (Le moisi de Boufarik) : Guitare basse-vocaux
- Robert "Rock" Rossi : Vocal
- Pierre "Abraham" Bedouk (Le feneck de Babel-Oued) : Batterie-vocaux
- Philippe "Aldo" Troisi (Le renard de St Louis) : Guitares & vocaux

#### Titres
- 1. Incrusté dans un WC
- 2. Engatse sur le 31
- 3. Le blues du platrier
- 4. Baumettes les bains
- 5. Pré-Hu
- 6. Blondo le travelo
- 7. "Charles" - Hymne au clodo chantant

### 1983:Bancal

#### Musiciens
- Alain "Loise" Chiarazzo : Guitares & vocaux
- Robert "Rock" Rossi : Vocal
- Jean-Luc "Wouèlerhôut" Ayoun : Guitare basse-vocaux
- Toni "Boumboum" Cangemi : Batterie

#### Titres
- 1. En dessous de tout
- 2. Le festin dégeu’
- 3. Rébellion d’un pébron
- 4. Fils de Croâ
- 5. Claudia (compo JM Meissonier)
- 6. Mick Azzar
- 7. Le suspect de la lettre Q
- 8. Chien des quais
- 9. Quand t’y es un dégun

### 1988:Maman Marseille

#### Musiciens
- Robert "Rock" Rossi : Vocaux
- Philippe Troïsi : Guitares
- Christian Magro : Basse
- Christian Bini : Batterie

#### Titres
1. Traverse du Mazout
2. Maman Marseille
3. L'Homme flaque
4. Mèhu
5. Tu te tapes un style
6. Les mecs en blouse
7. Lucien
8. Parle-moi gras

### 1991:Fous mais pas Fadas

#### Musiciens
- Robert "Rock" Rossi : Vocaux
- Philippe Troïsi : Guitare et programmations
- Christian Magro : Basse
- Olivier Stalla : Claviers
- Philippe Pisani : Batterie

#### Titres
1. Je suis de France
2. Au Grand Bazar du Midi
3. Le retour de Galibois
4. La nuit des tchapacans
5. Raymond
6. Gloire à ma Divine Grâce
7. Si je serais été
8. Paulette
9. Une journée de rapée

### 1992:Reliques

#### Musiciens
- Alain "Loise" Chiarazzo : Guitares, vocaux
- Robert "Rock" Rossi : Vocaux
- Laurent Thomann : Basse
- Jean-Philippe Meresse : Batterie
- Philippe Troïsi : Guitares
- Jean-Luc Ayoun : Basse
- Toni Cangemi : Batterie

#### Titres
1. Curé de peu de rien
2. En dessous de tout
3. Le blues du plâtrier
4. Aide publique
5. Les chapacans
6. Macaroni
7. Simca 1000
8. Chien des quais
9. Le festin dégueu'
10. Rébellion d'un pébron

### 1994:Basilic Instinct

#### Musiciens
- Robert "Rock" Rossi : Vocaux
- Hervé Donnadieu : Vocaux
- Jacques Huygevelde : Vocaux
- Patrick "Garage" Daraji : Basse, guitares, vocaux
- Yvan Morelli : Batterie
- Fabrice "Boule" Baud : Guitare
- Cyril Achard : Guitare
- Guillaume Bonnet : Batterie
- Philippe "Philou" Gauby : Guitare
- Jean-Christophe Meyer : Guitare
- Jean-Michel Bouillot : Guitare
- Nicolas Ragetly : Guitare
- Stéphane Hébert : Guitare
- Sophie Russo : Accordéon
- Peggy Quetglass : Vocaux
- Jo Corbeau : Vocaux
- Luciano Ambrogiani : percussions
- Maafa A. : percussions

#### Titres
- 1. Polyphonies du Régali (Quartiers Nord)
- 2. Gourou des Aygalades (Rossi/Daraji)
- 3. Les américanades (Rossi/Meyer)
- 4. Elle vendait des panisses (Rossi/Daraji)
- 5. Ripaille (Rossi/Daraji)
- 6. Je me coule un bronze (Rossi/Daraji)
- 7. Chômeur à plein temps (Rossi/Daraji)
- 8. Castapiane à Mourepiane (Donnadieu/Huygevelde)
- 9. Topo di faunia (rosso) (Rossi/Daraji)
- 10. Tapi dans la garrigue (Rossi/Daraji)
- 11. Chienne de vie (Rossi/Meyer)
- 12. Le petit bal de la Belle de Mai (Scotto/Sarvil)

### 1997:À l'Est de l'Estaque

#### Musiciens
- Robert "Rock" Rossi : Vocaux
- Patrice "Boule" Baud : Guitare
- Gilles Maille : Guitares
- Étienne Jesel : Basse
- Guillaume Bonnet : Batterie

#### Titres
1. La chanson des Phocéens
2. Résurrection
3. La chanson de Gyptis
4. Karakorum Highway
5. Canet-gare
6. La chanson de la compagnie du St.-Esprit
7. Chi'ite apostolique et romain
8. La chanson de la peste
9. Le vieux con pique sa crise
10. Retour au bercail
11. Beaurepaire
12. Autoroute Nord

### 1998:Anthologie Live

#### Musiciens
- Robert "Rock" Rossi : Vocaux
- Fabrice "Boule" Baud : Guitare
- Étienne Jesel : Basse
- Guillaume Bonnet : Batterie
- Gilles "Bouche" Maille : Vocaux
- Alain "Loise" Chiarazzo : Guitare
- Philippe Troïsi : Guitare
- François "Woodfingers" Linget : Basse
- Pierre Bedouk : Batterie
- Laurent Thomann : Basse
- Jean-Philippe Meresse : Batterie

##### Titres
1. Gourou des Aygalades
2. Le petit bal de la Belle de Mai
3. Le suspect de la lettre Q
4. Le demeuré du rock'n roll
5. Engatse sur le 31
6. Curé de peu de rien
7. En dessous de tout
8. Simca 1000
9. Le blues du plâtrier
10. Quand t'y es un dégun
11. Incrusté dans un WC
12. Baumettes-les-Bains
13. Mèhu
14. Branlo à plein temps
15. Partouze à six à minuit moins dix

### 2000:2001, L'Odyssée de L'Estaque

#### Musiciens
- Robert "Rock" Rossi : Vocaux
- Edmonde Franchi : Vocaux
- Gilbert "Tonton" Donzel : Vocaux
- Marie Démon : Vocaux
- Frédéric Achard : Vocaux
- Alain "Loise" Chiarazzo : Guitare
- Étienne Jesel : Basse
- Guillaume Bonnet : Batterie
- Thierry Massé : Claviers
- Phil Spectrum : Claviers
- Sarah Friedmann : Violon
- Jean-Jacques Lion : Saxophone
- Alain Henriot : Trompette
- Vincent Trouble : Accordéon
- Ange Amadei : Harmonica
- Dario Tinto : Vocaux

#### Titres
1. Double introduction
2. Cinglés de l'Opérette
3. Mon Réda Caire
4. Maman, oh ma maman
5. Le Seigneur nous a dit
6. La java de l'Arapède
7. Ainsi parlait Zorah de tout ça
8. Le fioupélan nuque-longue
9. Frères de la cannette
10. Enraguer à l'Estaque
11. La bombinette
12. Cette femme me fait drôle
13. Révélation d'Arblade
14. Trop les glandes
15. Le caprice de la Bonne-Mère
16. La sextuple déclaration
17. Ah, putain qu'il fait beau
18. Vé la Maria

### 2003:L'Internationale Massaliote

#### Musiciens
Robert "Rock" Rossi : voix
Alain "Loise" Chiarazzo : guitare, voix
Gilbert "Tonton" Donzel : voix
Thierry Massé : claviers
Miloud Achir : percussions, voix
Jérôme Leroy : saxophone, accordéon
Lionel "Rigouléou" Romieu : tambura, oud, mandole, guitare
Étienne Jesel : basse
Guillaume Bonnet : batterie, percussions

#### Titres
01. Pèlerinage au bord de la Ganja
02. Le Cours Belsunce
03. Tombé du camion
04. Coucher de silex sur l'asphalte
05. On est moisi
06. Si j'eus su
07. Il lamento del Pugliese
08. Déferlante de maquereaux en quête de girelles au large de Planier
09. Le reggae marseillais
10. Pieds-paquets à la marseillaise
11. Fanfare gyrovague en partance pour un ailleurs meilleur (peut-être...)

### 2005:Pont transbordeur

#### Musiciens
Robert "Rock" Rossi : voix
Alain "Loise" Chiarazzo : guitare, voix
Alain Aubin : voix
Gilbert "Tonton" Donzel : voix
Jérôme Leroy : saxophone, accordéon 
Lionel Romieu : tambura
Thierry Massé : claviers
Miloud Achir : percussions
Étienne Jesel : basse, voix
Guillaume Bonnet : batterie, percussions

#### Titres
01. La petite de la Belle de Mai
02. Branlo forever
03. Un petit cabanon
04. Mains de pàti
05. Miette
06. Le Plombotube
07. Le petit bal de la Belle de Mai
08. Ni goût ni gouste
09. Angèle
10. La révolte des vite-mouffes
11. Y'en a qu'un dans Marseille comme lui
12. Les cigareuses de la Belle de Mai
13. Elles chantent les cigales
14. Poubelle de Mai
15. La valse du Racati
16. L'amour en pédalo
17. Goûte à ce chichi
18. Nous reviendrons

### 2008:Dessert le 13 (Live)

#### Musiciens
Robert "Rock" Rossi : voix
Gilbert "Tonton" Donzel : voix
Frédéric Achard : voix
Alain "Loise" Chiarazzo : guitare
Thierry Massé : claviers
Lionel "Rigouléou" Romieu : tampura, trompette, guitare
Miloud Achir : percussions
Corinne Dranguet : voix
Coralie Jonac : voix
Étienne Jesel : basse
Guillaume Bonnet : batterie

#### Titres
1. Le cours Belsunce
2. Branlo forever
3. Main de pati
4. Partouze à six à minuit
5. Le blues du platrier
6. La demeure du Rock'n'Roll
7. Medley Rock
8. Mehu
9. Blondo le travelo
10. R.O.C.K.
11. On est moisi
12. Pieds paquets à la marseillaise
13. Tombé du camion

### 2010:Les Pescadouze

#### Musiciens
Robert "Rock" Rossi : voix
Gilbert "Tonton" Donzel : voix
Frédéric Achard : voix
Corinne Dranguet : voix
Cécile Becquerelle : voix
Alain "Loise" Chiarazzo : guitare
Thierry Massé : claviers
Lionel "Rigouléou" Romieu : tampura
Jérôme Leroy : sax, accordéon
Étienne Jesel : basse
Guillaume Bonnet : batterie

#### Titres
1. Lei cambo mi fan mao
2. Brouncha pas
3. Le Non Exil
4. Les Pescadouze / Farinello
5. Les Pescadouze / Rascaille
6. Dans le trou de la pile
7. Les Pescadouze / Anarchie sur les quais
8. Les Pescadouze / One steak micro-ondes
9. Les Pescadouze / Et caetera
10. Cane Cane Canebière
11. Les Pescadouze / Live at the Vélodrome Stadium
12. Les Pescadouze / L'appel des 18 joints
13. Une partie de pétanque
14. Les Pescadouze / Esque libris
15. Les Pescadouze / Jean Gabian
16. Tout autour de la Corniche
17. Les Pescadouze / Rive gauche
18. Lève le voile
19. Les Pescadouze / Garde à vue
20. Les Pescablues
21. L'Art de la Galéjade
22. Oraison funèbre

### 2013:Fainéant et Gourmand

#### Musiciens
Robert "Rock" Rossi : voix
Gilbert "Tonton" Donzel : voix
Frédéric Achard : voix
Alain "Loise" Chiarazzo : guitare
Thierry Massé : claviers
Lionel "Rigouléou" Romieu : tampura
Jérôme Leroy : sax, accordéon
John Massa : sax
Christophe Moura : trompette
Étienne Jesel : basse
Guillaume Bonnet : batterie

#### Titres
1. Faï tira
2. Pôle Emploi
3. Identité : National (Le Boulevard)
4. Calé sur la route
5. Brouncha pas
6. One Again a Fly
7. Ah putain qu'il fait beau
8. La chanson de Cissoko

### 2014:Le Salaire de la Misère

#### Musiciens
Robert "Rock" Rossi : voix
Gilbert "Tonton" Donzel : voix
Frédéric Achard : voix
Alain "Loise" Chiarazzo : guitare
Thierry Massé : claviers
Jérôme Leroy : sax, accordéon
John Massa : sax
Christophe Moura : trompette
Étienne Jesel : basse
Guillaume Bonnet : batterie

#### Titres
1. Tous au piquet !
2. J'ai achopé la grève
3. Marche ou grève
4. Les cigareuses de la Belle de Mai
5. Putain d'usine
6. Des bateaux et des hommes
7. La reconversion
8. Peuple d'en bas
9. Rendez-vous sur les quais
10. Ça va péter

### 2019:+2Q-2N (Live)

#### Musiciens
Robert "Rock" Rossi : voix
Gilbert "Tonton" Donzel : voix
Frédéric Achard : voix
Marie Démon : voix
Alain "Loise" Chiarazzo : guitare
Thierry Massé : claviers
Jérôme Leroy : sax, accordéon
John Massa : sax
Christophe Moura : trompette
Étienne Jesel : basse
Guillaume Bonnet : batterie

#### Titres
1. Incrusté dans un WC
2. Pré-Hu'
3. One Again a Fly
4. Magic Tango Corse
5. Le Demeuré du rock'n roll
6. Le blues du plâtrier
7. Mèhu
8. Ni goût ni gouste
9. Le suspect de la lettre Q
10. Plus de Q moins de N
11. Pôle Emploi
12. Maman Marseille
13. Marseille Bouche de Vieille
14. Pieds-paquets à la Marseillaise

### 2021: Full Metal Marseille

#### Musiciens
Robert "Rock" Rossi : voix
Fabrice "Boule" Baud : guitare
Bruno Pradels : basse
Patrick "Drd" Durand : batterie

#### Titres
1. Un bled du Midi
2. Envoie l'aïoli !
3. Anticonformiste
4. Je me casse
5. Bouge-toi le fion !
6. Saint-Valentin
7. Diner pervers
8. Gnike Gnoke
9. Empouraque

### 2023: O Solex Mio

#### Musiciens
Robert "Rock" Rossi : voix
Fabrice "Boule" Baud : guitare
Éric "Riké" Luvera : guitare
Étienne Jesel : basse
Patrick "Drd" Durand : batterie

#### Titres
1. Ôte-toi de mon silex !
2. O mon maître
3. Les théâtreux
4. Le Trou du Culte
5. Italia Mia
6. J'en finis plus de me vider
7. Mossieur Léon
8. Marseille Capitale
9. Moins qu'un chien
10. Pas que le flouze

## Lexiquemarseillo-français
Liste d'expressions ou mots marseillais utilisés dans les textes de Quartiers Nord :
- Aguinter : « agoper », choper, prendre
- A ouf : gratuit
- Angatse ou engatse : peut se comprendre de diverses manières suivant le contexte. Ici : "grosse embrouille". "S’engatser sur" : se mettre à fond dans.
- Américanades : saloperies yankees
- Baal : dieu du sous-sol
- Ball’ : abréviation de « trou de balle »
- Barjot : jobard (en verlan)
- Les Baumettes : prison de Marseille
- Bordille : immondices
- s’en Branler en pagaille : s’en battre le cul tout à fait
- Cagnard : disque lumineux qui inonde de chaleur le midi de la France
- Basilic instinct : ?
- Cabestron : pauvre mec, mocheté
- Caguer (s’en) : s’en foutre
- Chichi fregi : littéralement « vier frit » - beignet frit dans l’huile
- Chichinette : casse-pied de première
- Cramé : brûlé
- Castapiane : maladie honteuse
- Dégun : personne. « y'a dégun » : il n'y a personne. Un « dégun » : un moins que rien
- D’entrée : dans l’immédiat, tout de suite
- Empéguer : coller (se faire empéguer : se faire attraper, prendre une prune)
- Emboucaner : empester
- Embouligue : infractus (en français : infarctus)
- Empouraque : ennui
- Enfévé : fourbe, malhonnête, escroc
- s'Engatser : s'enthousiasmer ou s'énerver, se mettre en colère
- s'Estrasser: s'écraser, se faire mal
- Estrasses : vieux chiffons, vieux vêtements, fringues du groupe
- Esquinter : détériorer, abimer
- Esquicher : serrer, entasser (s'esquicher : se rapprocher, flirter)
- Fatiguer : travailler
- Filer (les) : fracasser, refiler le compte
- Filer : donner
- Fly : espèce de liquide jaunâtre qui se trouble au contact de l’eau
- Gari’ : bar de Marseille
- Gandin : snob, roulade à pognon
- Le Jarret : jadis petit ruisseau, aujourd’hui périphérique
- Mia : ronflant, mariolle : « Arrête de me faire le mia, là ! »
- Mica : tournure utilisée par les immigrés du sud de l’Italie. « Mica que c’est » signifie « c’est pas du tout »
- Minot : enfant
- Niasqué : torché, bourré, plein comme une huître, saoul
- Ocre : couleur de la substance divine
- Opéra : quartier chaud de Marseille
- Pré-Hu : pré-humain
- Panisses : délicieuses spécialités culinaires à base de farine de pois-chiche
- Piades (se dit aussi « piadons ») : belins, francus, raviolis, argent en « marseillais »
- Raillave-chourave-bouillave : cri de guerre des « tribus morfales »
- Rasbaille : objets jetés en pâture
- Régali : haut lieu de culture rabelaisienne
- Reléguer : massacrer
- Rétamer : tabasser (dans le texte), ou : abimer (se rétamer : se faire mal)
- Rue d’Oran : siège des stups à Marseille
- Se séguer : se branler
- Stoquefiche : gringalet, gisclet, esquinade, demi-portion
- Thubaneau : « tube-anneau » ainsi se définit l’activité de cette rue de Marseille
- Timinikes : manières, frime, bouche, semblant
- Tromblon : tronche de con, mocheté
- Vier : vit, organe de reproduction mâle
- 31 : ligne de bus traversant les quartiers nord de Marseille
- Les Aygalades, St André, L'Estaque, Menpenti, Mourepiane, Belle-de-Mai, Le Frioul, Les Baumettes, Bonneveine, La Calade, La Joliette, Prado Plage, Morgiou, etc. : quartiers de Marseille

## Filmographie
- 2001 : 2001, L'Odyssée de L'Estaque - Opérette-Rock-Marseillaise (QNDVD001)
- 2004 : Les Aventuriers du Chichi Perdu ou la Quête du Gras  - Opérette-Rock-Marseillaise (QNDVD002)
- 2006 : La Pastorale Mauresque - Opérette-Rock-Marseillaise (QNDVD003)
- 2007 : Les 30 ans - Live (QNDVD004)
- 2008 : Les Films débiles de Quartiers Nord - Œuvres cinématographiques de jeunesse (QNDVD005)
- 2008 : Les évadés de l'Alcazar - Revue-Rock-Marseillaise (QNDVD006)
- 2009 : Dégun de la Canebière - Opérette-Rock-Marseillaise (QNDVD007)
- 2012 :  Climats 78 - Œuvre cinématographique de jeunesse (QNDVD008)
- 2013 :  One Again A Fly - Concert/Revue-Rock-Marseillaise (QNDVD009)
- 2014 : Tous au piquet ! - Comédie musicale et sociale (QNDVD010)
- 2015 : L'épreuve par 3 - Cabaret caraco-marseillais (QNDVD011)
- 2016 : Balèti Social Club - Live (QNDVD012)
- 2018 : Les Missions télé de Quartiers Nord - Compilation 1982-2017 (QNDVD013)
- 2018 : Les 40 ans - Live (QNDVD014)
- 2022 : Le Conte de ta Mer - Conte Musical Marseillais (QNDVD015)